# 빅스 바이더벡

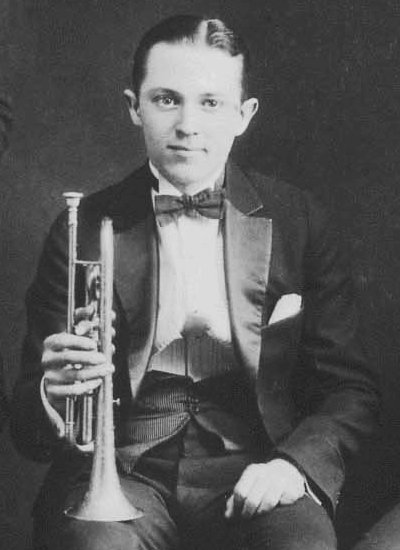
빅스 바이더벡

빅스 바이더벡(Bix Beiderbecke, 1903년 3월 10일 ~ 1931년 8월 6일)은 미국의 재즈 코넷 연주자이다.
암스트롱과 같은 시기에 완전히 백인적(白人的) 감각의 새로운 트럼펫 스타일을 완성한 거인. 진 골드케트 악단을 거쳐 28세의 젊은 나이로 죽기까지 폴 화이트먼 악단에 속했으며 수많은 캄보 취입도 하였다. 피아노와 작곡에도 손을 댔으며 그러한 것에는 프랑스 인상파(印象派)의 영향이 엿보인다.